# Terst
Terst (italsky Trieste, chorvatsky a slovinsky Trst, furlansky a německy Triest, maďarsky Trieszt, latinsky Tergeste) je přístavní město u Jaderského moře v Itálii, přímo na hranici se Slovinskem. Je hlavním městem autonomní oblasti Furlansko-Julské Benátsko. Žije zde přibližně 198 tisíc obyvatel.
Terst býval nejdůležitějším přístavem Rakouské monarchie, což mu vtisklo středoevropský a zároveň mnohonárodnostní ráz; vedle převládajících Italů zde žily komunity většiny národů a náboženství monarchie. Univerzita Terst zde vznikla roku 1924, dnes patří k předním italským univerzitám.

## Historie

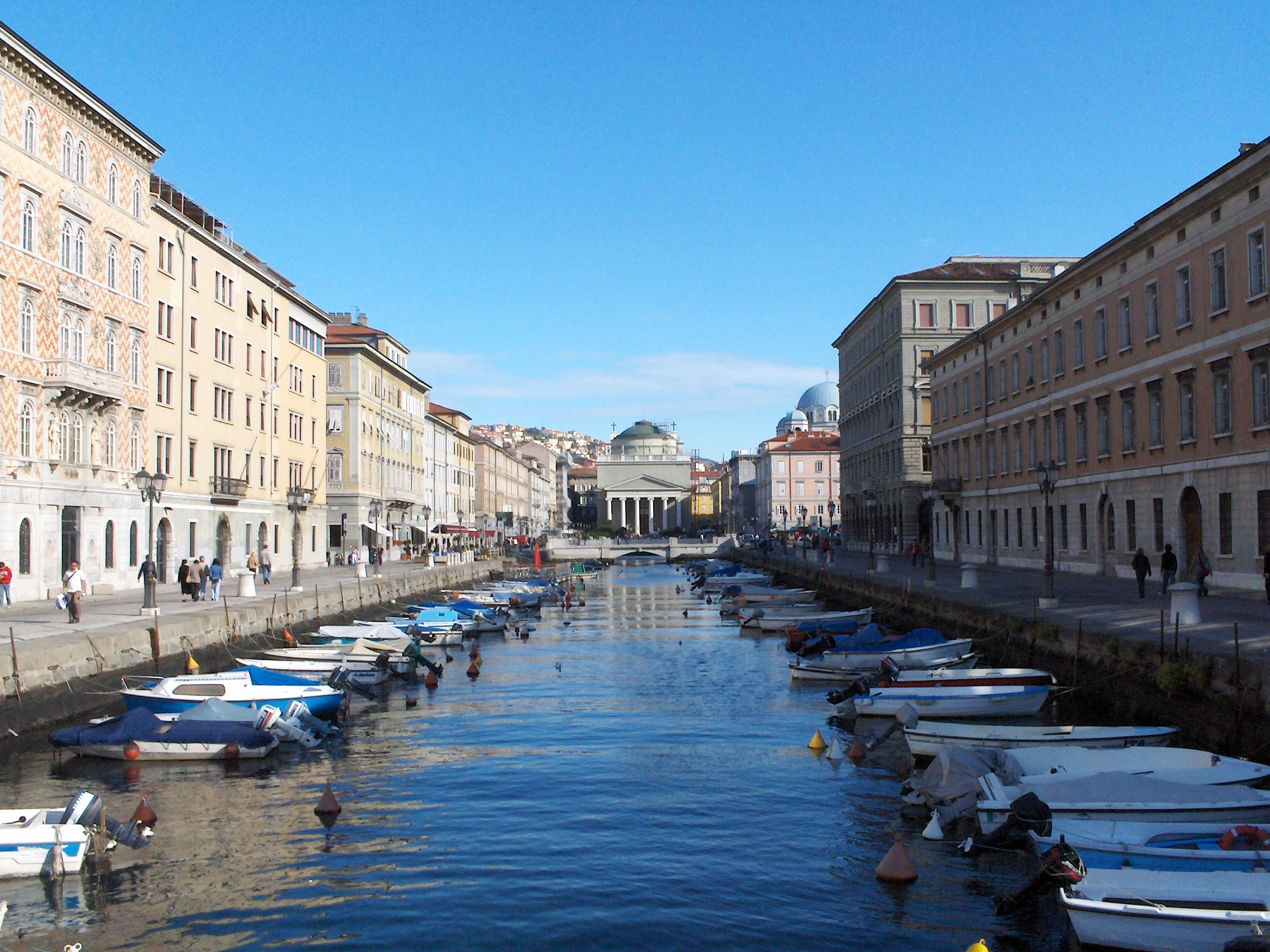
Canal Grande v centru města byl zřízen v polovině 18. století.

Místo bylo osídleno již v neolitu, v 1. tisíciletí př. n. l. zde žili Venetové a Ilyrové. Římská kolonizace proběhla ve dvou fázích, roku 167 př. n. l. Římané dobyli území při polním tažení z Akvileje, v 1. století př. n. l. zbudovali na návrší rozlehlé sídlo městského typu s názvem Tergeste, které zaznamenali již roku 104 př. n. l. řecký geograf Artemidóros z Efezu a Strabón v době Augustově. Za císaře Traiána město mělo 12 tisíc obyvatel. Tehdy na severním předměstí Barcola na viale Miramare 48, (tj. mezi dnešním kostelem sv. Bartoloměje a hřbitovem) stála římská Villa maritima.
Po pádu Římské říše roku 476 se o město a jeho okolí podělila východořímské říše Byzantská, Langobardi a Ostrogóti. Byzantinci na základech římského chrámu vybudovali křesťanskou baziliku San Giulio. Po bojích s barbary Terst roku 774 získali Frankové pod vedením Karla Velikého, který území ovládl jako součást nové říšské marky Furlanské. Její církevní správu získal za císaře Lothara III. terstský biskup. Roku 1203 nadvládu vybojovala Benátská republika. Válečné konflikty mezi nároky Benátčanů a akvilejských patriarchů si vyžádaly vybudování městských hradeb. Od 6. století v Terstu sídlilo biskupství; nejznámějším biskupem byl v 15. století humanista Aeneas Silvius Piccolomini, pozdější papež Pius II.
V roce 1382 se Terst s přilehlým vnitrozemím stal součástí území pod vládou arcivévody Leopolda III. Do jeho pravomocí až do roku 1436 zasahovali čeští Lucemburkové, prostřednictvím patriarchů akvilejských. V rámci Habsburské monarchie si Terst zachoval autonomii až do 18. století. Rozvoj města se urychlil poté, co císař Karel VI. v roce 1719 prohlásil Terst svobodným přístavem, a jeho význam vzrostl tím, že se roku 1730 stal centrem správy Přímoří. V roce 1775 se Terst stal součástí dědičných zemí a krátce nato byl spojen s oblastí Goricí a Gradišky, zvanou Litorale.

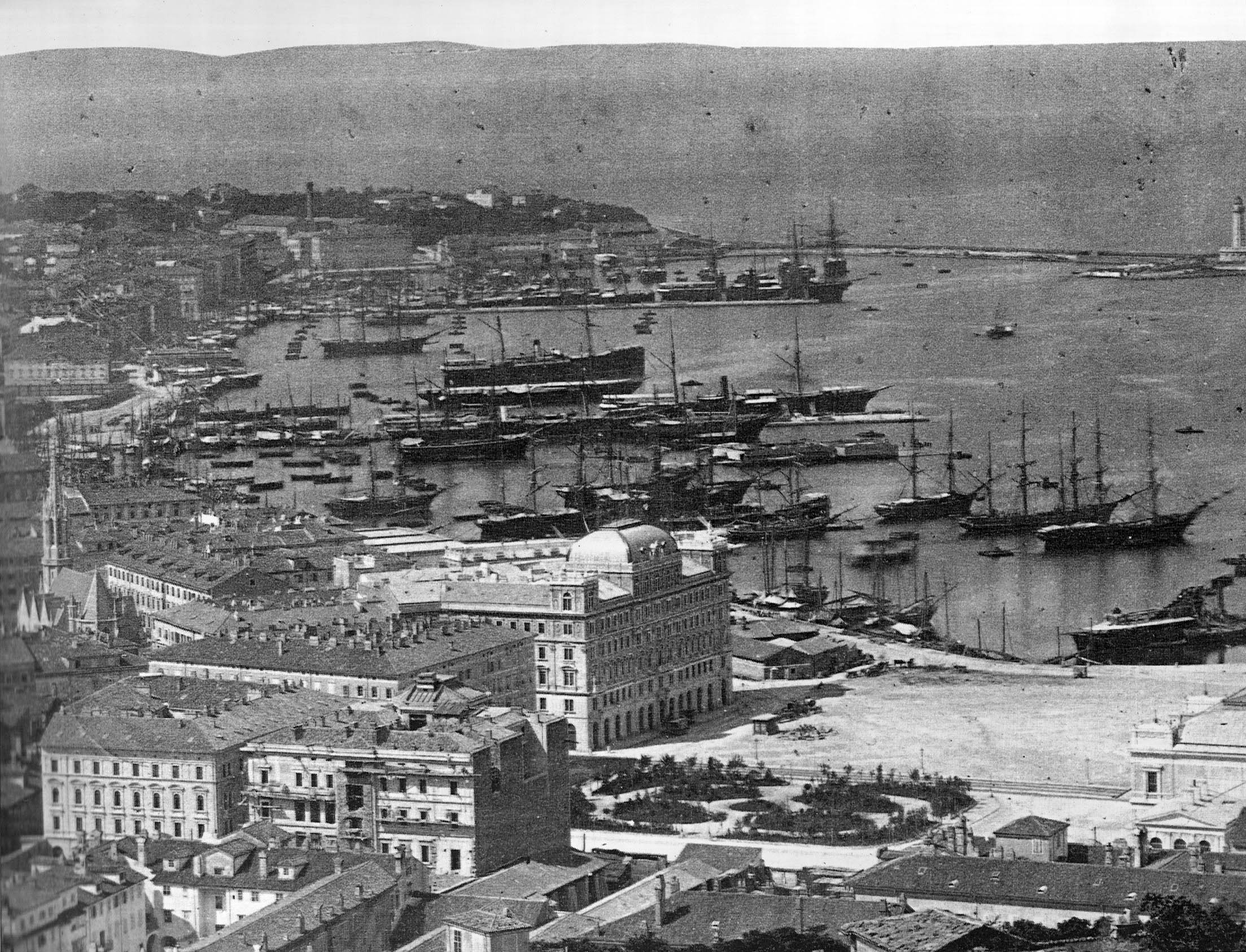
Terst v roce 1885

V důsledku napoleonských válek Habsburská monarchie přišla o celé Přímoří (získalo je napoleonské italské království) a v roce 1809 se Terst stal součástí Ilyrských provincií, které byly přímo spravovány Francií. Po Napoleonově porážce v roce 1813 Rakousko tuto oblast vlastnilo znovu a tři roky poté ji přeměnilo na Ilyrské království. Po roce 1825 byl Terst s bezprostředním okolím odloučen od místní správy a podřízen přímo koruně. Roku 1849 bylo Ilyrské království zrušeno a v Terstu sídlil místodržící pro celou korunní zemi Přímoří. Ta se skládala z markrabství Istrie (včetně ostrovů Kvarnerského zálivu), okněžněného hrabství Gorice a Gradiška a od nich odděleného Terstu. Po obnově ústavního života v monarchii v roce 1861 se Terst stal opět samostatnou korunní zemí Rakouského císařství a (v souvislosti s rakousko-uherským vyrovnáním součástí západní poloviny říše, Předlitavska). Získal samosprávu, působil zde i Terstský zemský sněm, v jehož čele stál zemský hejtman. Státní správa ovšem byla nadále organizována pro celé území Rakouského přímoří. Společným místodržícím byl v letech 1861–1863 Maxmilián Habsburský.
Z hlediska hospodářského byl Terst největším a nejvýznamnějším přístavem Rakouské monarchie. Zatímco koncem 19. století byl jedním z největších měst monarchie, dnes má méně obyvatel než před 100 lety. Spory o hranice s Královstvím Srbů, Chorvatů a Slovinců a příslušnost Terstu k Italskému království vyřešila roku 1920 Rapallská smlouva, a to v italský prospěch.
Koncem druhé světové války Terst okupovala Třetí Říše a po válce jej nárokovala Jugoslávie. Situace byla vyřešena teprve roku 1954, kdy byl dočasný státní útvar Svobodné území Terst rozdělen mezi Itálii (samotný Terst s nejbližším okolím) a Jugoslávii (zázemí včetně přístavů Koper, Piran, Umag), zčásti na etnickém a zčásti strategickém základě. Terst se tak stal italským pobřežním výběžkem do jugoslávského (dnes slovinského) území a i přes velmi excentrickou polohu zůstal hlavním městem regionu Furlansko-Julské Benátsko. Někdejší část města, osada Lipica, je od roku 1947 trvale součástí Slovinska, přičemž je součástí katastrálního území Bazovica; součástí Slovinska jsou dále dvě další původně terstská katastrální území - Trebče a Gropada; jádrové části těchto tří katastrálních území však zůstávají nadále součástí Terstu.

## Kultura
Mezi léty 1900 až 1936 byl Terst jedním z literárních center Evropy. Žili a tvořili zde James Joyce, Italo Svevo, Umberto Saba, Rainer Maria Rilke, pobývali tu Franz Kafka, Max Brod a další. Pochází odtud také několik spisovatelů slovinského jazyka, například Boris Pahor. Město má hned tři literární muzea: joyceovské, svevovské a třetí je věnováno Petrarcovi a papeži Aeneu Silviovi Piccolominimu.
Terst byl městem mnoha jazyků, kultur a náboženství – vedle Italů zde žila početná komunita Němců, Slovinců, Srbů, dalmatinských Chorvatů a Židů. Slovinská menšina existuje dodnes, nově přicházejí imigranti např. z Albánie nebo ze severní Afriky.
Od 18. století sídlila ve městě významná námořní a kartografická škola, od 19. století především obchodní školy. Univerzita se zaměřením na ekonomii, matematiku a fyziku byla založena teprve roku 1924, nemá fakulty, jen oddělení, mnohé obory dosud pokrývají pobočky v Gorizii, Pordenone a univerzita v Udine.

## Pamětihodnosti
Staré město

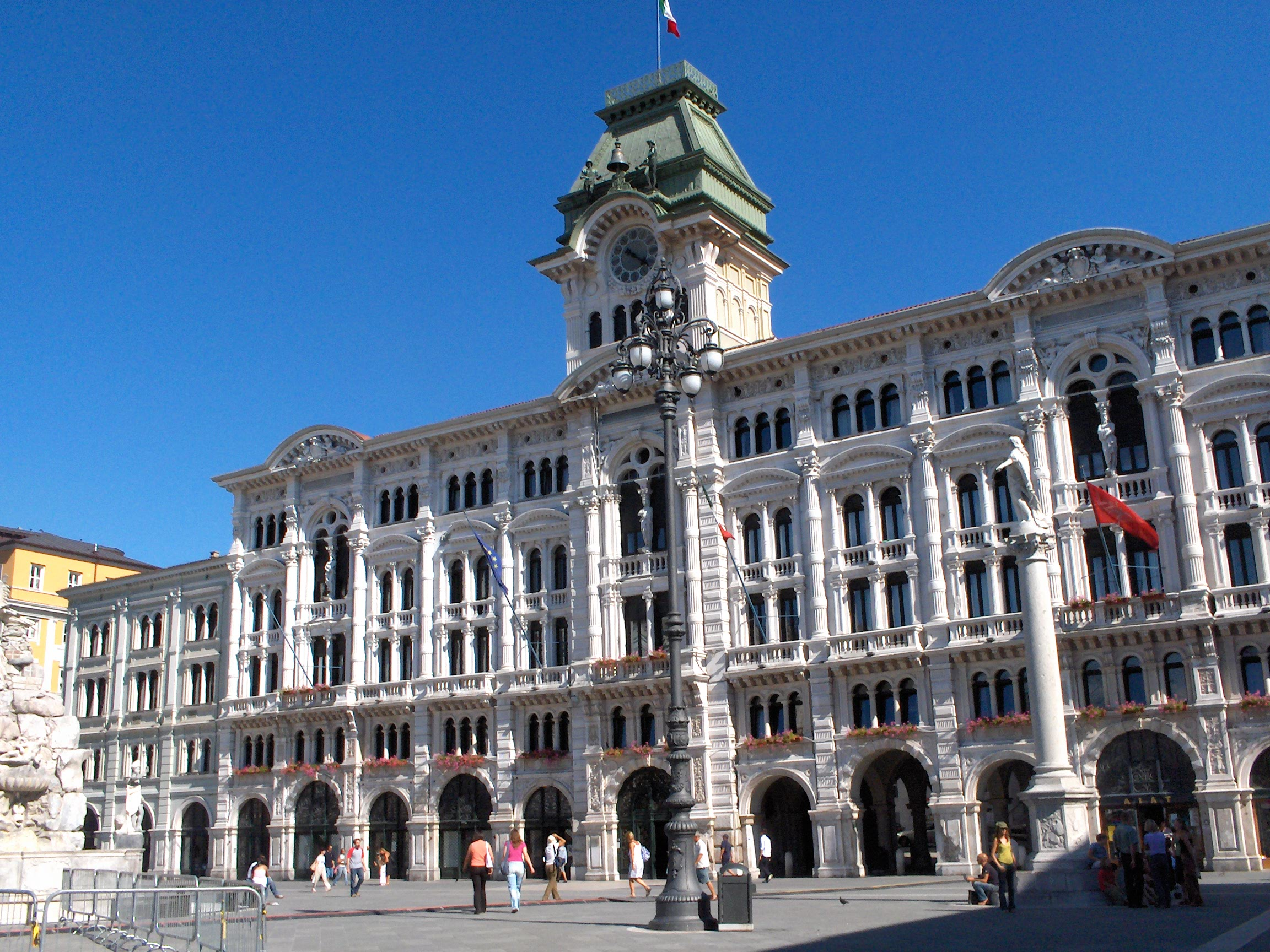
Radnice

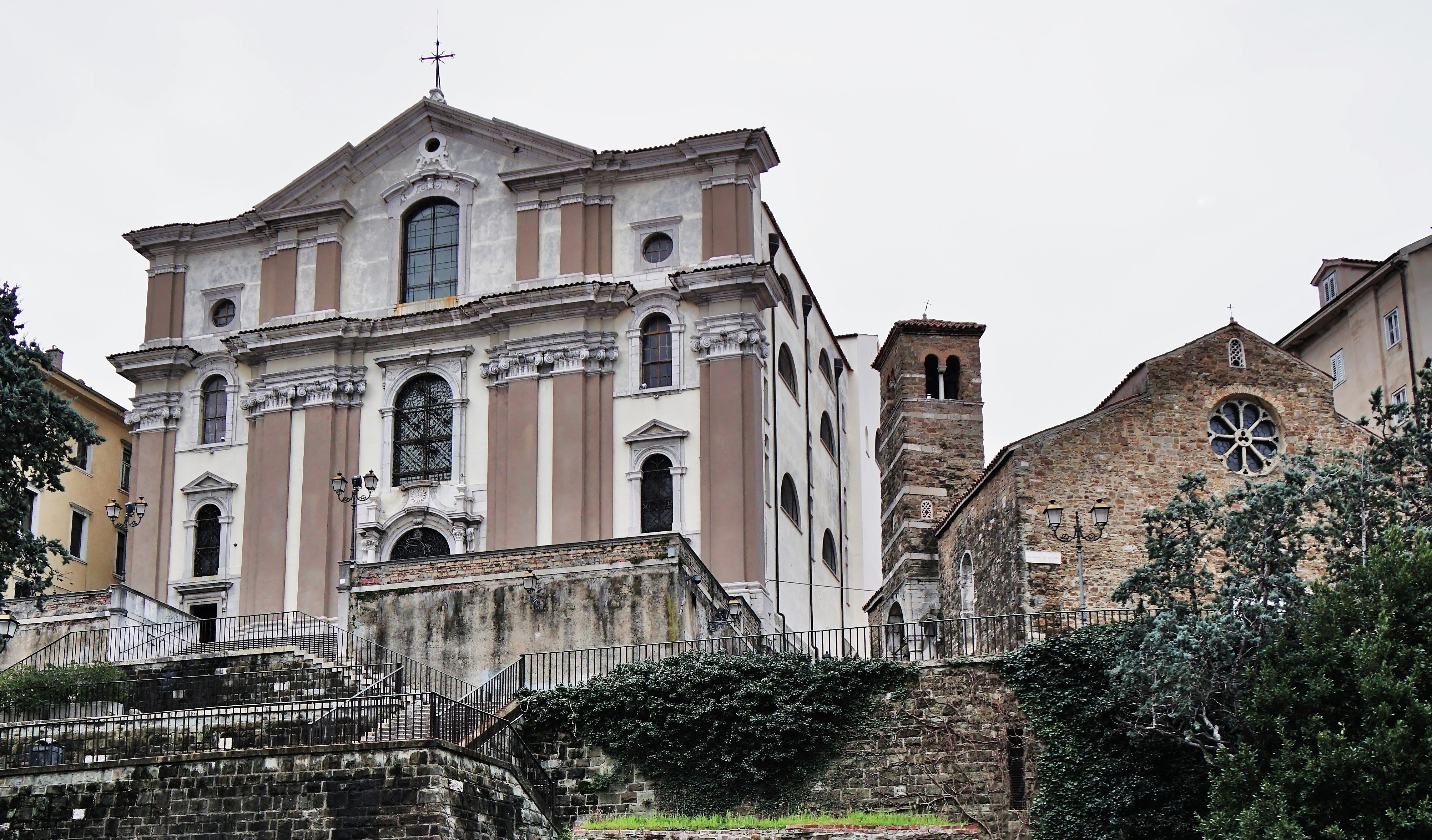
Santa Maria Maggiore, vpravo San Silvestro

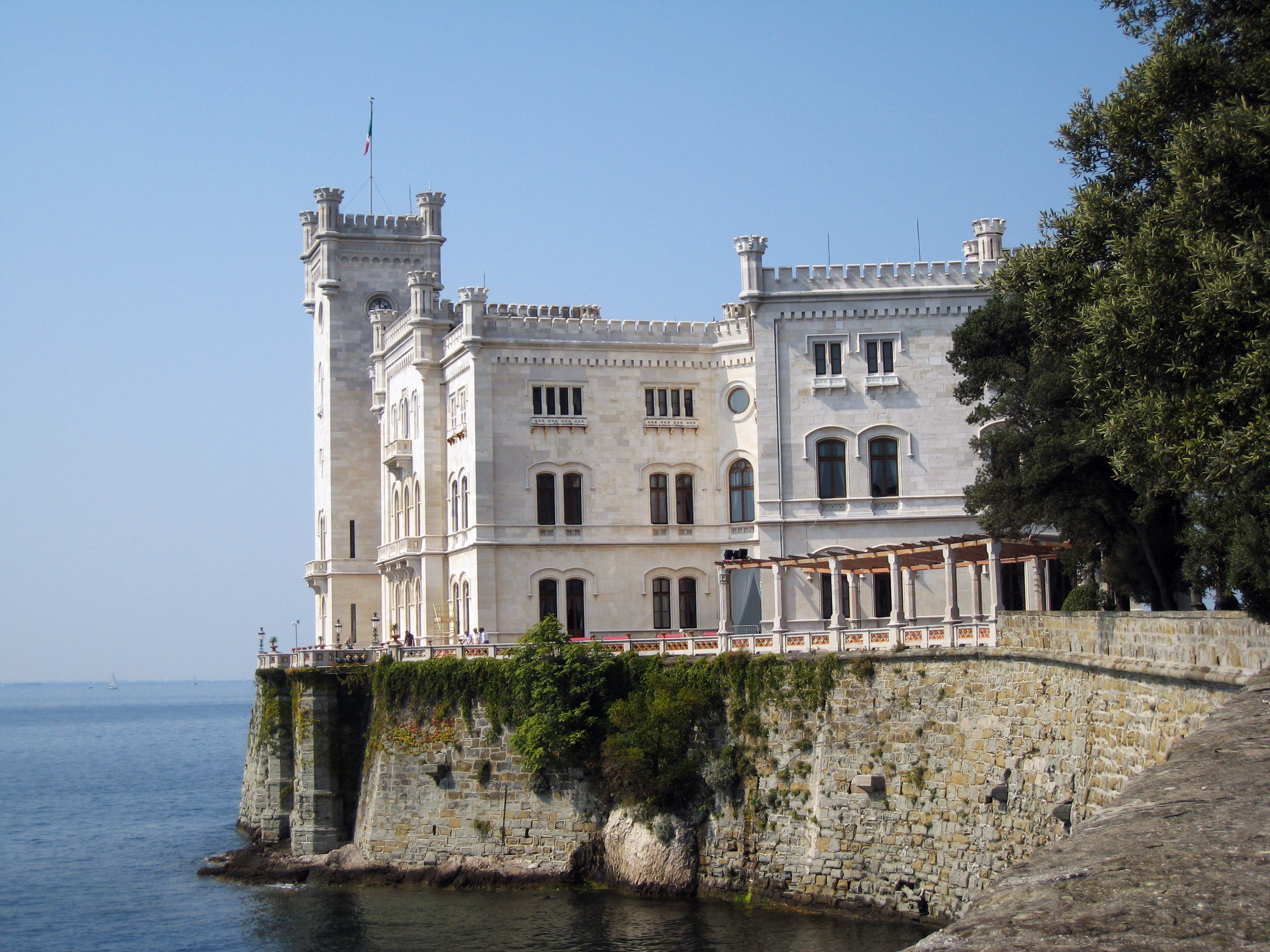
Castello Miramare

- Pozůstatky římského divadla (amfiteátru) a baziliky, z 1. století n. l.
- Náměstí Piazza Unità d'Italia (náměstí Jednoty Itálie) s paláci z 19. století: severní strana: Budova bývalého místodržitelství; druhá nejstarší kavárna Caffè degli Specchi z roku 1839 - v současnosti největší a nejvýznamnější ve městě, i pro spojení s čokoládovnou Peratoner; východní strana: radnice (Palazzo del Municipio), jižní strana: budova bývalé námořní společnosti Lloyd
- Hrad San Giusto, středověký hrad s hranolovou věží, fortifikace a bastiony z 15.-17. století; uvnitř muzejní expozice historických zbraní a lapidárium římských památek. Na hradbách ochoz s panoramatickým výhledem na město a okolí.
- Gotická pětilodní katedrála San Giusto, jižně od hradu, stojí na základech římského chrámu Jupitera a Junony, v apsidách dvou bočních lodí byzantsko-románské mozaiky, v apsidě severní lodí chrámový poklad s relikviářovým oltářem
- Kostel Santa Maria Maggiore - trojlodní barokní bazilika jezuitů z 2. poloviny 17. století, fresky a vnitřní vybavení z let 1672–1717; barokní poutní oltář s obrazem Panny Marie Matky Boží, oltáře sv. Ignáce, Františka Xaverského a mučedníků z Terstu
- Kostel San Silvestro - románská bazilika s kampanilou; v letech 2018–2020 zavřená pro rekonstrukci
- Kostel sv. Antonína (Chiesa di Sant'Antonio Thaumaturgo), monumentální stavba v klasicistním stylu, obrácená průčelím do Canale Grande, z let 1800–1815, podle plánů architekta Petra Nobile, rekonstruovaná v letech 2017–2020.
- Budova Burzy - klasicistní stavba se sloupovým portikem, z roku 1805
- Centrála pojišťovací společnosti Riunioni Adriatica, neorenesanční budova z roku 1884, jejíž pobočka sídlila v pražském paláci Adria
- Řecký ortodoxní chrám sv. Mikuláše (Chiesa San Nicolo) - stavba z roku 1715, s cenným ikonostasem, obrazy a vnitřním zařízením z 19. století
- srbský pravoslavný chrám sv. Spyridona, bazilika na půdorysu řeckého kříže s 5 kupolemi, nástěnné malby, vybudováno v roce 1869
- Luteránský kostel - neogotická trojlodní bazilika, obklopená hřbitovem; komunita luteránů ustavena roku 1717[4]
- Židovská synagoga - monumentální stavba z roku 1912; centrum židovské komunity, činné zde od 12. století[5]

Muzea 
- Tři desítky státních nebo městských muzeí a galerií. Patří mezi ně: Židovské muzeum, literární Muzeum Jamese Joyce a Itala Sveva, Divadelní muzeum Carla Schmidla, Národní muzeum Antarktidy, Muzeum přírodní historie, Muzeum pošt a telegrafu střední Evropy, Muzeum historie vlasti, Muzeum národního odporu, muzeum kávy, Muzeum řecko-východní komunity, Muzeum Istrie, Rijeky a Chorvatů, Muzeum obchodní a živnostenské komory, Muzeum moderního umění Ugo Carrá, Galerie moderního umění, Aquarium s živou mořskou faunou a flórou, a dále
- Museo civico e lapidario - městské muzeum se zbrojnicí, sbírkou obrazů, soch a nábytku a lapidárium římských a středověkých kamenných fragmentů; sídlí na hradě a v kasematech jeho opevnění
- Museo Sartorio - městské historické muzeum v renesančním paláci podnikatelské rodiny Sartorio
- Museo Morpurgo - městské historické muzeum, kompletně zachované vybavení z období historismu 19. století v paláci čtyř generací židovské rodiny bankéřů Morpurgo
- Museo del mare - Muzeum námořní historie, připomíná mj. Josefa Ressela, který zde zkonstruoval svůj lodní šroub (od 30. 4. 2019 je muzeum v rekonstrukci)

Divadla
- Teatro Verdi budova byla postavena roku 1798 v neoklasicistním stylu, v současnosti vedle milánské Scaly nejvýznamnější operní dům v Itálii.
- Teatro Rossetti - financoval zdejší advokát Domenico Rosetti, jehož bronzový pomník stojí u vchodu do Městského parku (Giardino pubblico)

Okolí
- Nejvýznamnější je zámek Miramare, který dal v letech 1856–1860 zbudovat budoucí mexický císař Maxmilián I. Habsburský ve stylu tudorovské gotiky pro svou manželku Charlottu Belgickou; nachází se na pobřeží na severním okraji města.
- Zámek Duino-Aurisina - bývalá rezidence patriarchů akvilejských, nyní v majetku české větve rodu Thurn-Taxisů; přístupný veřejnosti
- Mariánský poutní kostel Monte Grisa - poutní kostel Panny Marie z let 1959–1964, podle projektu arch. Antonia Guacciho ve stylu brutalismu ve tvaru komolého jehlanu
- Archeologický park Muggia Vecchia - na místě středověkého Castrum Munglae, v sousedství je také archeologická lokalita Monte Castellier di Elleri

## Hospodářství
Terst sice přišel o část svého někdejšího významu, je však jedním z nejbohatších italských měst a vévodí žebříčkům kvality života. Svůj význam si drží loděnice, zejména výroba lodních motorů. Své laboratoře tu mají také telekomunikační firmy (Alcatel). Sídlí zde několik kávových koncernů, z nichž nejznámější je Illy.
V 19. století se s obchodem rozmohlo také bankovnictví a pojišťovnictví (Lloyd Adriatico, Assicurazioni Generali). Město je domovem lodní společnosti Italia Marittima (dříve Lloyd Triestino), jedné z nejstarších dosud fungujících na světě.

## Doprava

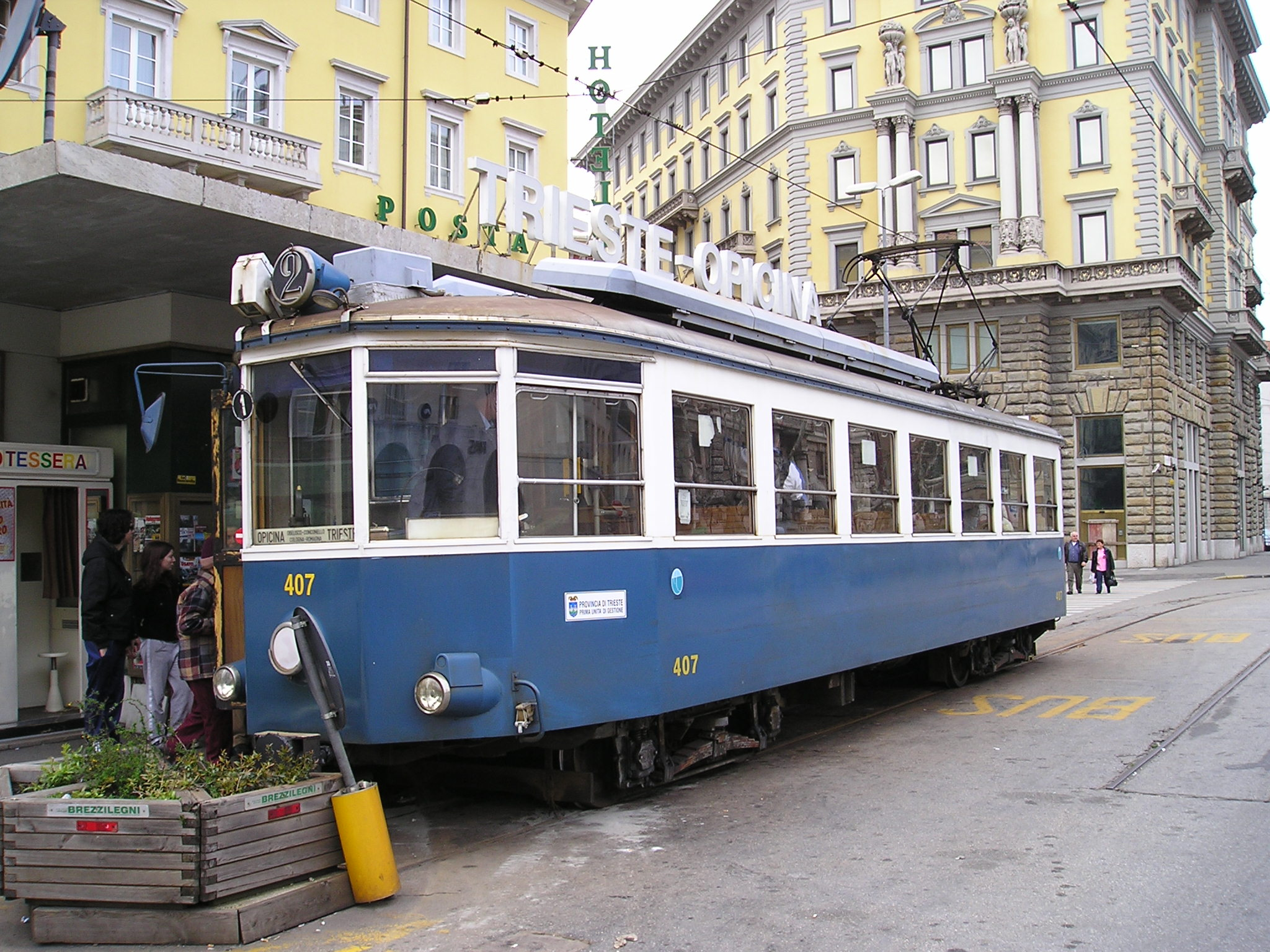
Vůz unikátní Opicinské tramvaje na konečné v centru města

Město je dálničním přivaděčem RA13 napojeno na dálnici A4 (směr Palmanova – Padova – Milán – Turín, silnice E70), další silniční tahy vedou do Lublaně (E70), do chorvatské Rijeky (E61) a na jih přes Koper do Puly (E751).
- Železnice dorazila do Terstu od Vídně složitým terénem již roku 1857, neboť pro Rakousko se jednalo o klíčové spojení se světovými moři. Po rozpadu Rakouska-Uherska a zejména po druhé světové válce ovšem význam terstského nádraží poklesl, neboť místní hlavové nádraží Trieste Centrale zůstalo mimo hlavní tranzitní tah mezi Itálií a státy bývalé Jugoslávie (vedený přes Gorici). Terst má tedy frekventované vlakové spojení pouze s italským vnitrozemím – zejména Benátkami a Udine, několik spojů zajíždí do Milána, Říma a dalších měst, avšak mezinárodní spoje chybějí.
- Autobusy je suplují jen částečně (do Koperu či dále na Balkán, vnitrostátní autobusová doprava není v Itálii rozšířena). Dostupnost veřejnou dopravou proto není zdaleka ideální.
- Opicinská tramvaj, historická linka, zavedená roku 1902; spojení tramvaje a lanovky, která mezi centrem Terstu a připojenou obcí Opicina překonává výškový rozdíl 326 m za stoupání až 26 %. Od roku 2016 je dočasně mimo provoz.
- Terstský přístav je v současnosti významný pro nákladní dopravu, fungují však také trajektové linky do několika přístavů Jaderského moře včetně albánské Drače a do řeckých přístavů v Egejském moři. Západně od města leží letiště Trieste-Ronchi dei Legionari, které je spíše regionálního významu. Mezistátní lety z Prahy do Terstu jsou daleko dražší než z Prahy do Benátek, proto cestující využívají druhou možnost v kombinaci s železniční a autobusovou dopravou.

Městskou dopravu zajišťují především autobusy, okrajově též Opicinská tramvaj a lodi. Jízdenka je časová na 60 minut s libovolnými přestupy; v roce 2019 jízdné činilo 1,30 euro.

## Vývoj počtu obyvatel
Počet obyvatel

## Osobnosti spjaté s Terstem
- Pietro Bonomo (1458–1546) – humanista, biskup a politik

- Gillo Dorfles (1910–2018) – italský kritik umění, básník a publicista

- Jan Gellner (1907–2001) – český pilot stíhací perutě RAF, letecký navigátor
- Attilio Hortis (1850–1926) – rakouský historik a politik
- Petr rytíř Chlumecký (1825–1863) – moravský historik a archivář
- James Joyce (1882–1941) – irský spisovatel a básník
- Claudio Magris (* 1939) – italský spisovatel postmoderny, překladatel a germanista
- Josef Ressel (1793–1857) – český lesmistr a vynálezce lodního šroubu
- Mitja Ribičič (1919–2013) – jugoslávský předseda vlády
- Rainer Maria Rilke (1875–1926) – pražský německy píšící básník, žil v Terstu a na zámku Duino, přezdívaný zde Dottore Serafico[7]
- Domenico Rossetti (1772–1816) – terstský právník, politik, umělec a mecenáš umění
- Italo Svevo (1861–1928) – italský spisovatel a dramatik židovského původu
- Johann Joachim Winckelmann (1717–1768) – zakladatel klasické archeologie; v Terstu zavražděn loupežným vrahem

## Partnerská města
- Benátky, Itálie
- Como, Itálie
- Graz, Rakousko
- Lublaň, Slovinsko
- Mykolajiv, Ukrajina

## Galerie

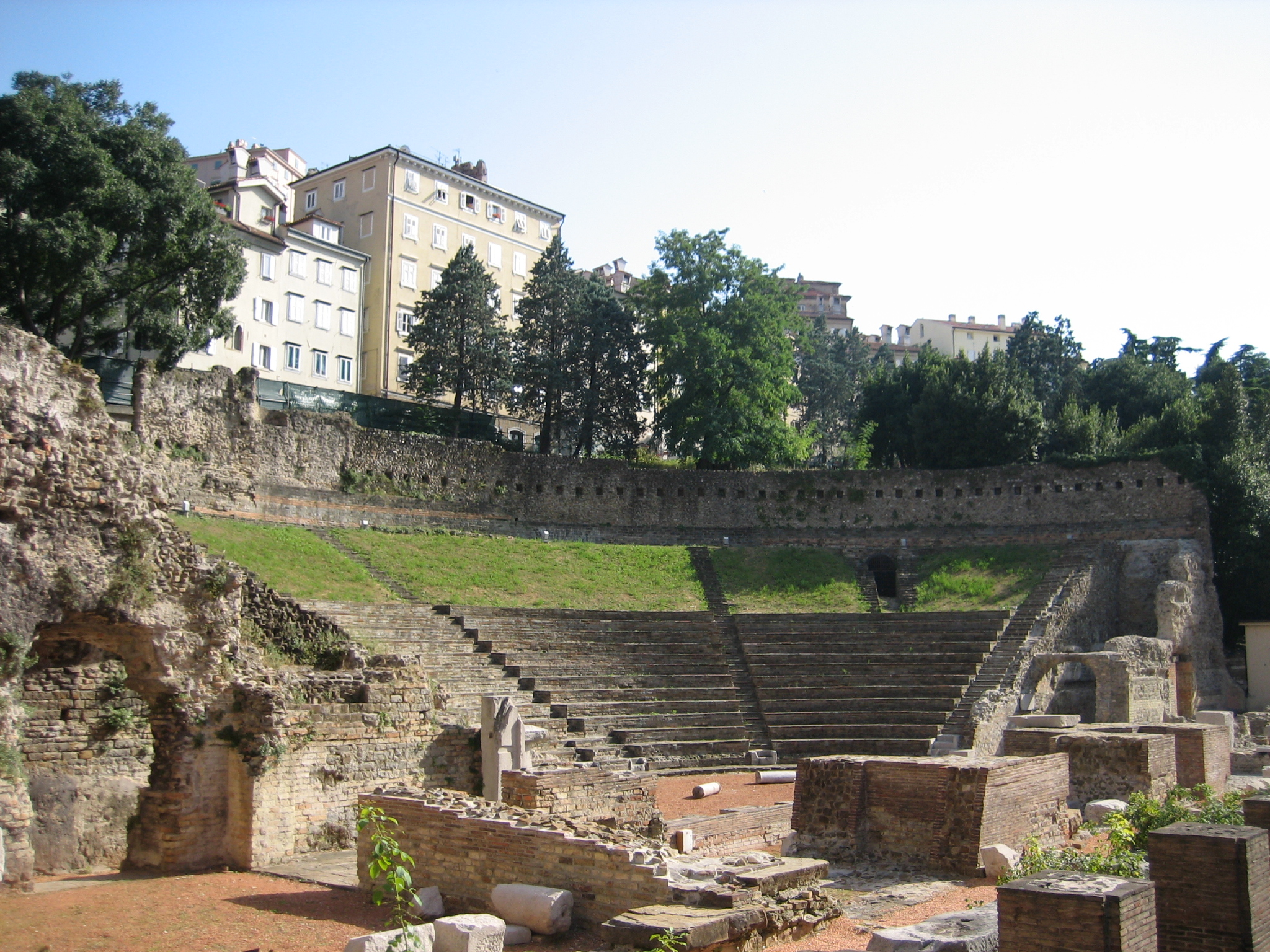
Římské divadlo
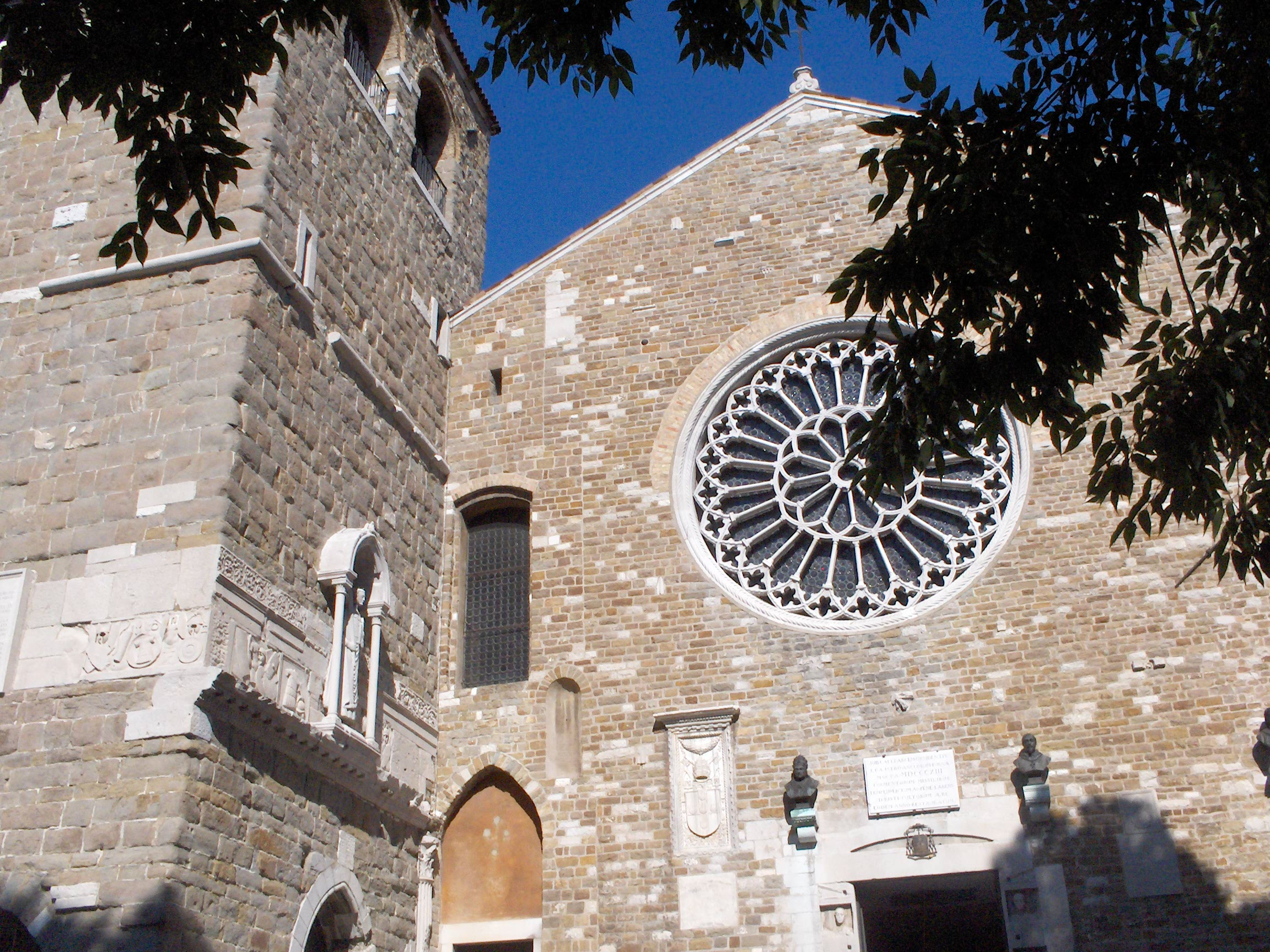
Katedrála San Giusto
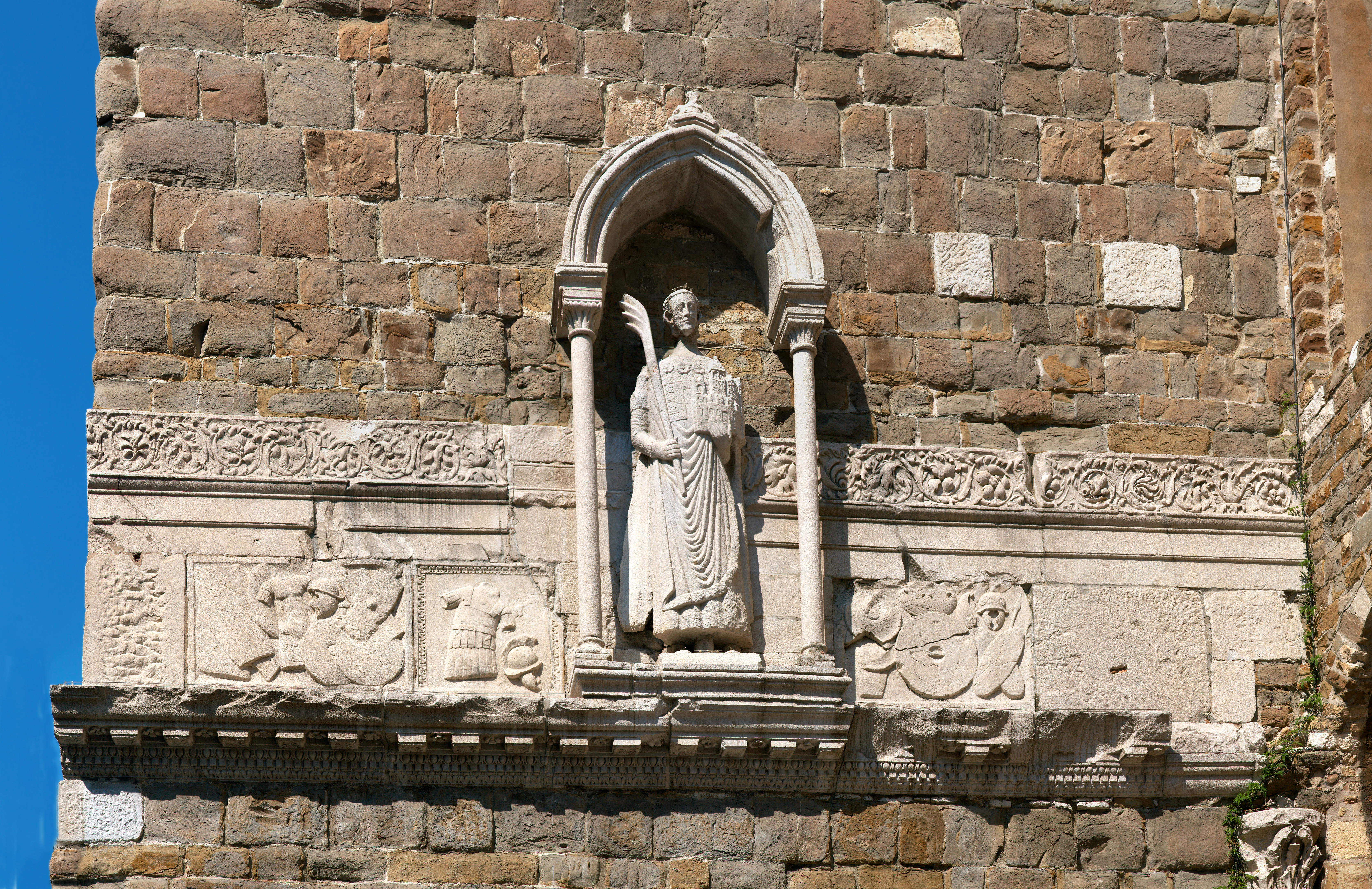
Antická socha na fasádě katedrály, přetesaná ve středověku na světce
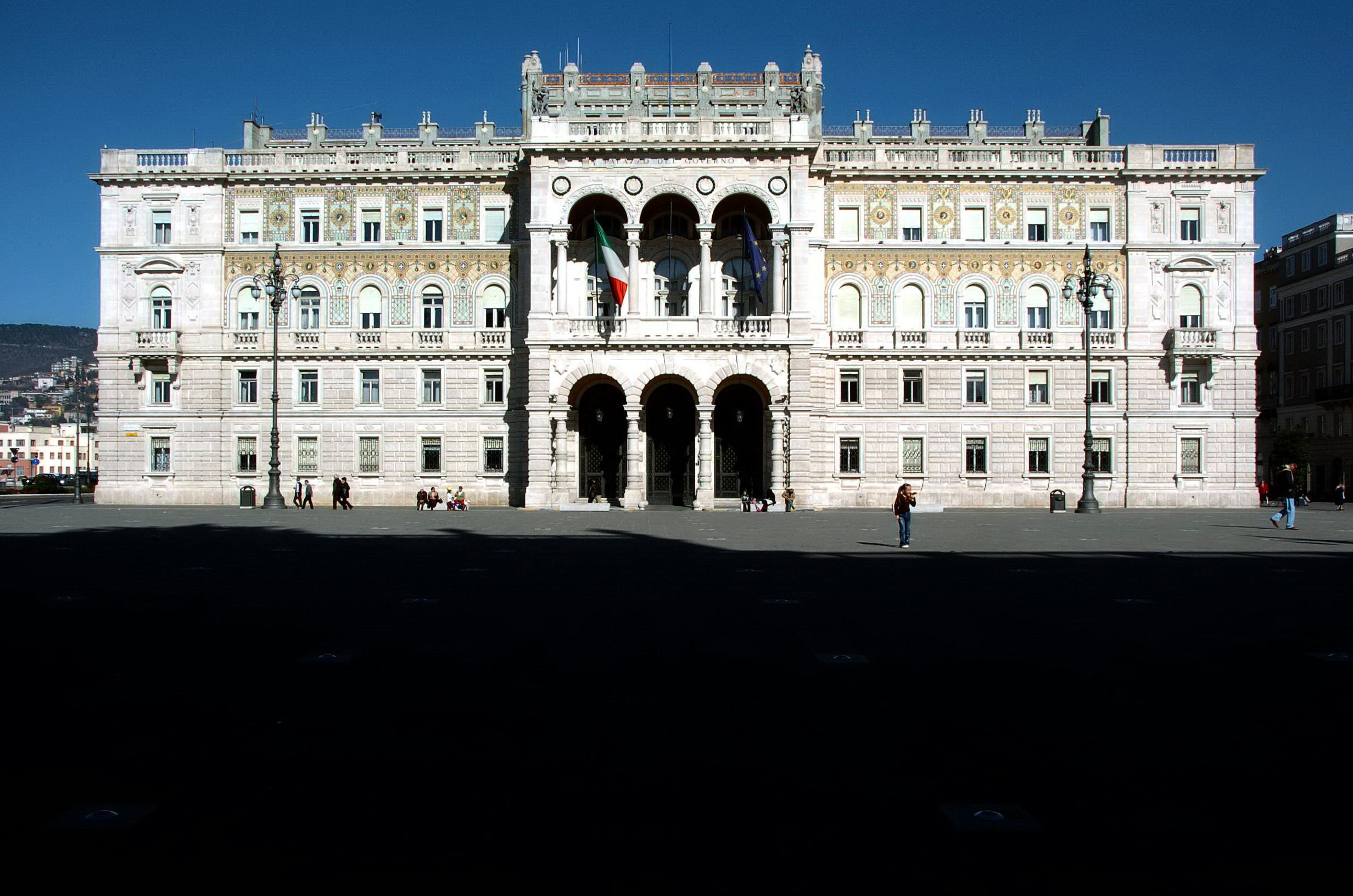
Bývalý guvernérský palác
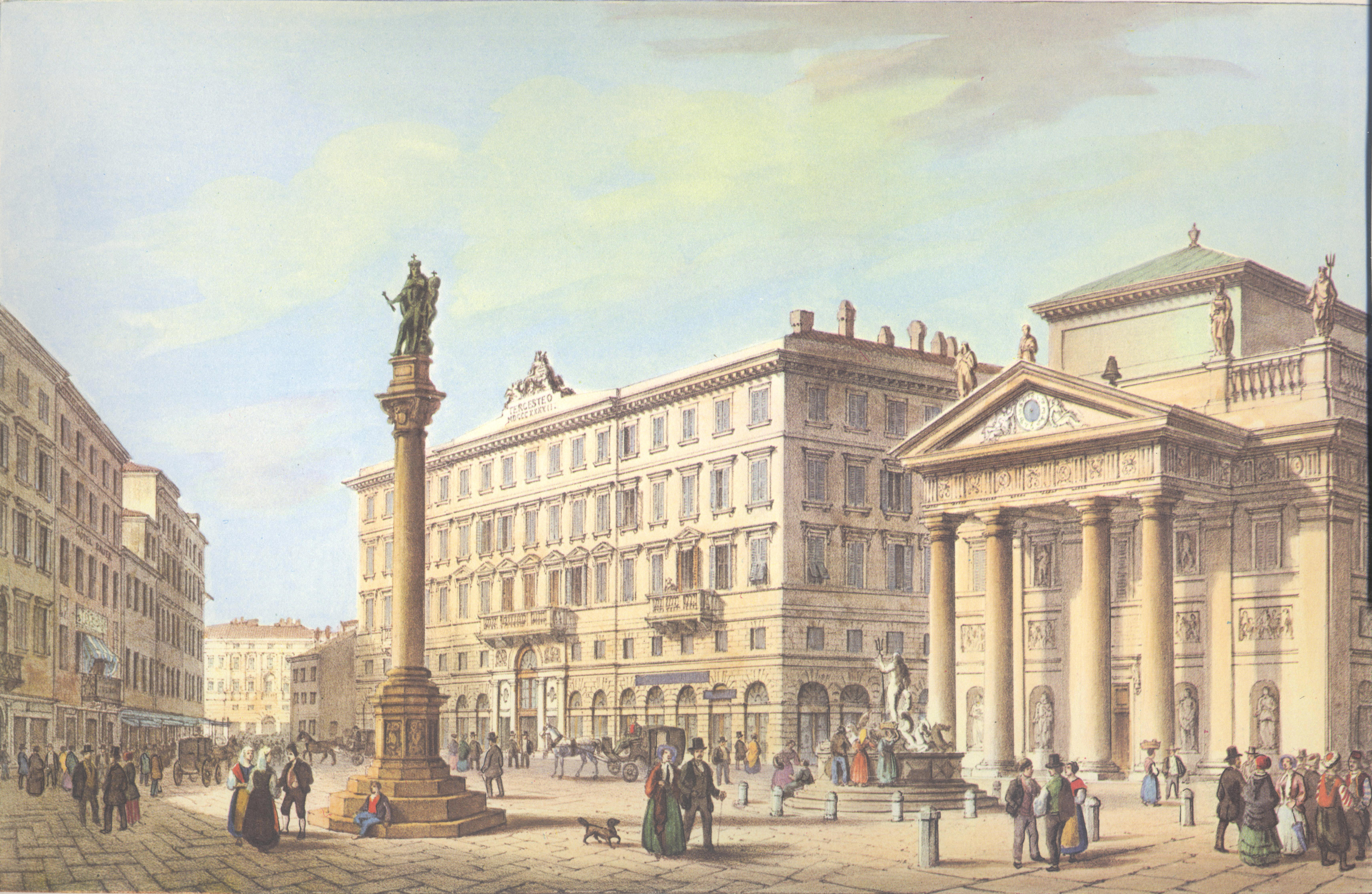
Náměstí s budovou burzy na vedutě z roku 1854
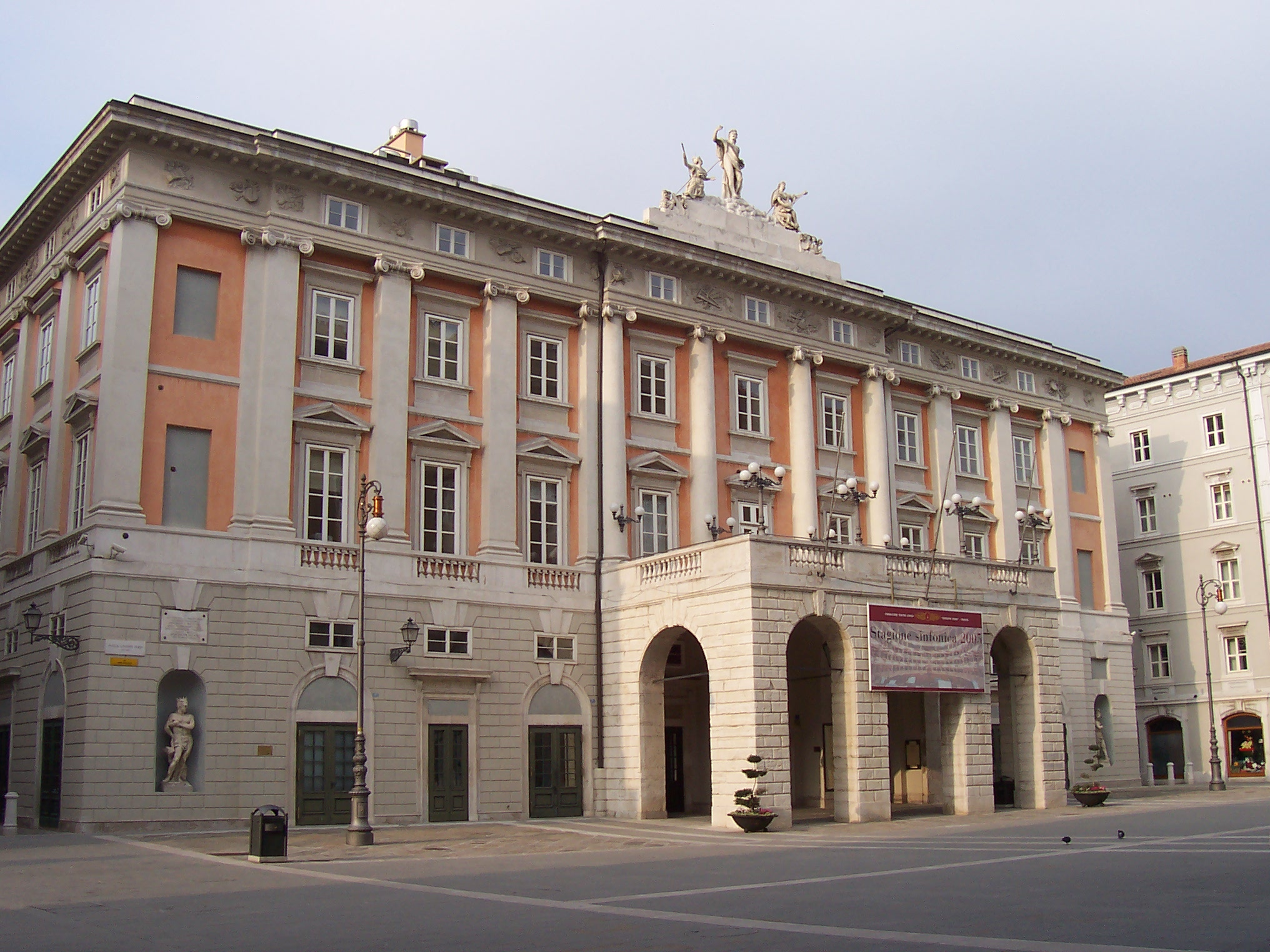
Verdiho divadlo
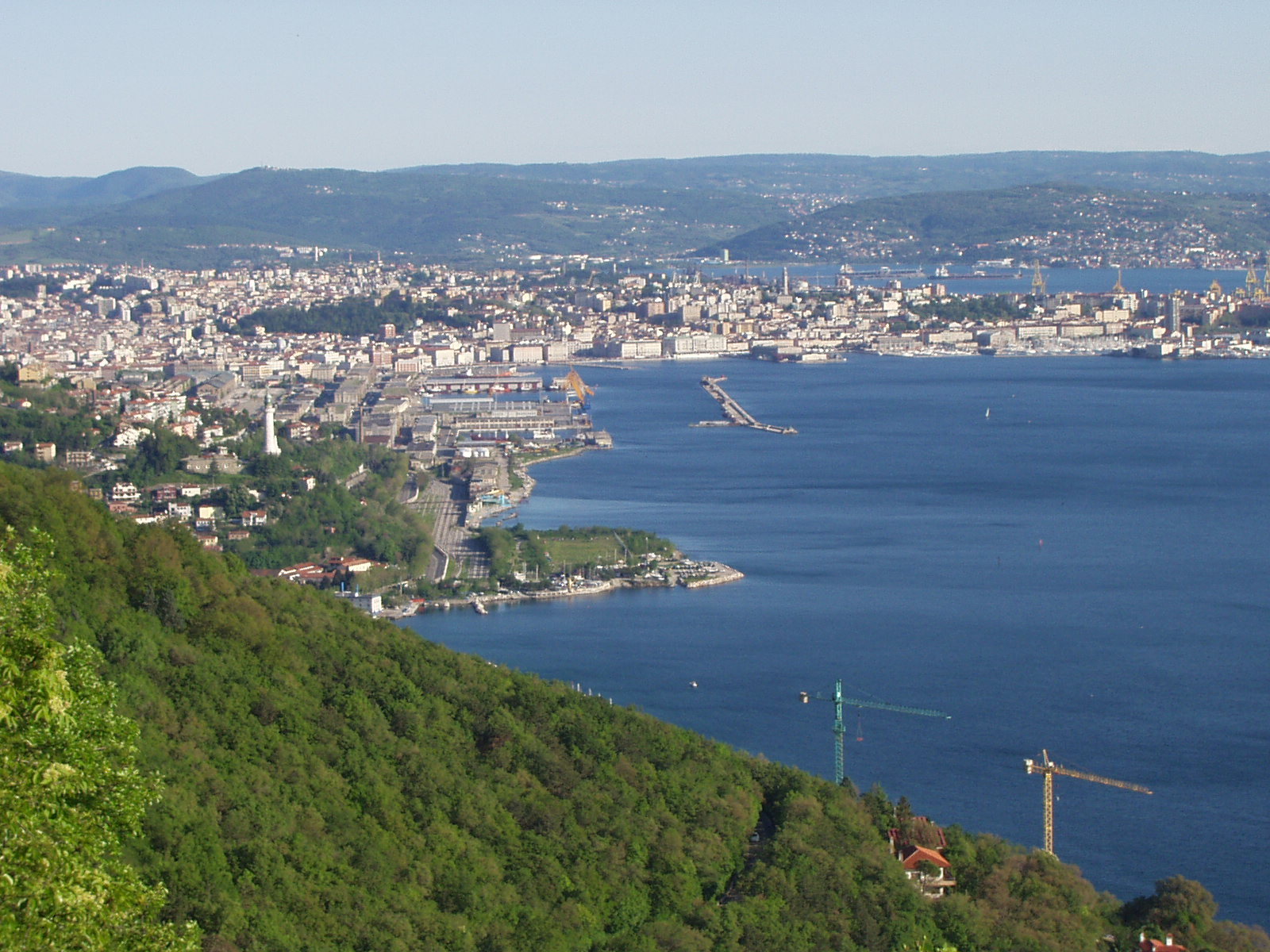
Panorama města
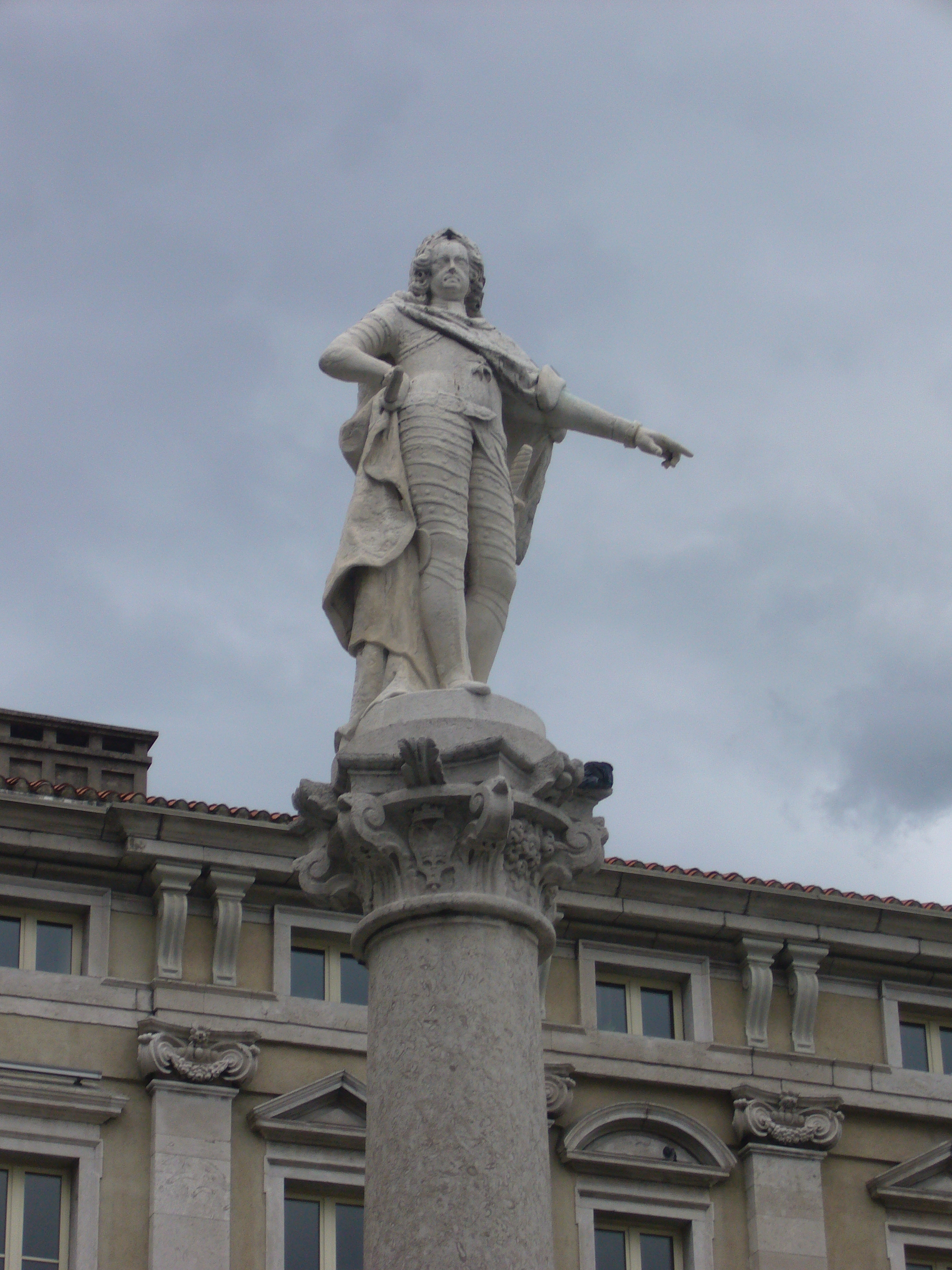
Pomník císaře Karla VI. Habsburského
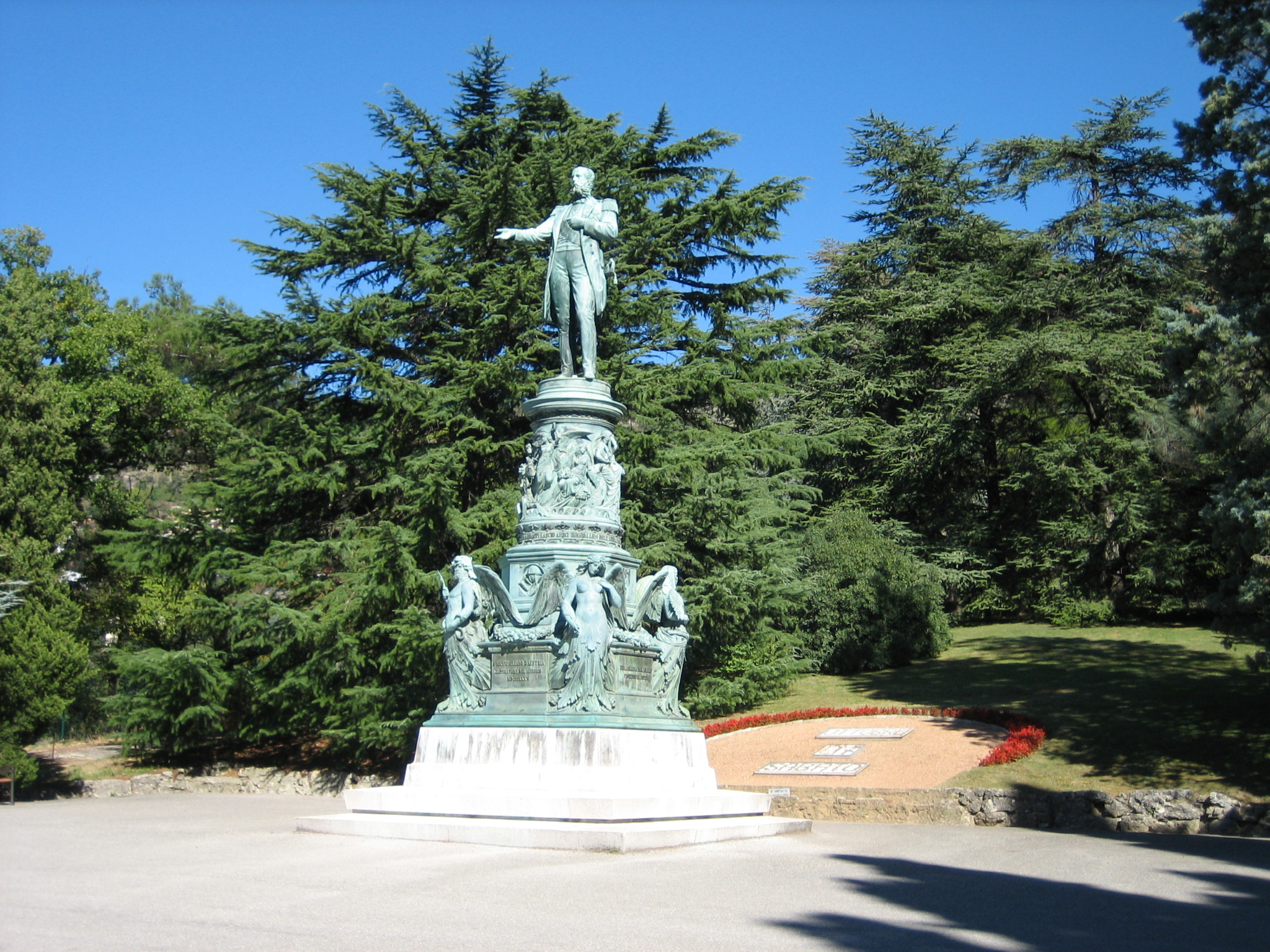
Pomník císaře Maxmiliána Mexického
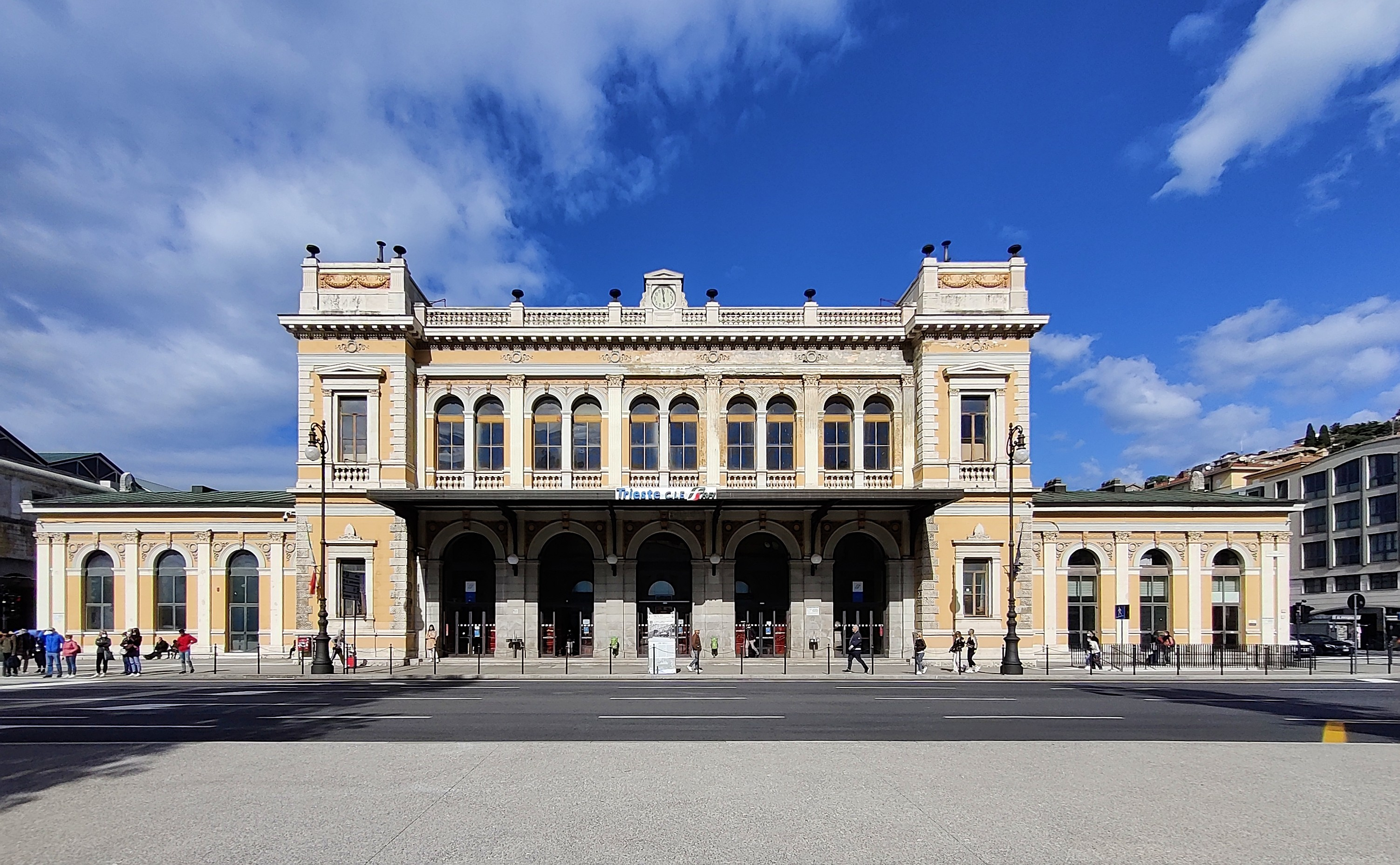
Železniční nádraží z let 1857–1858
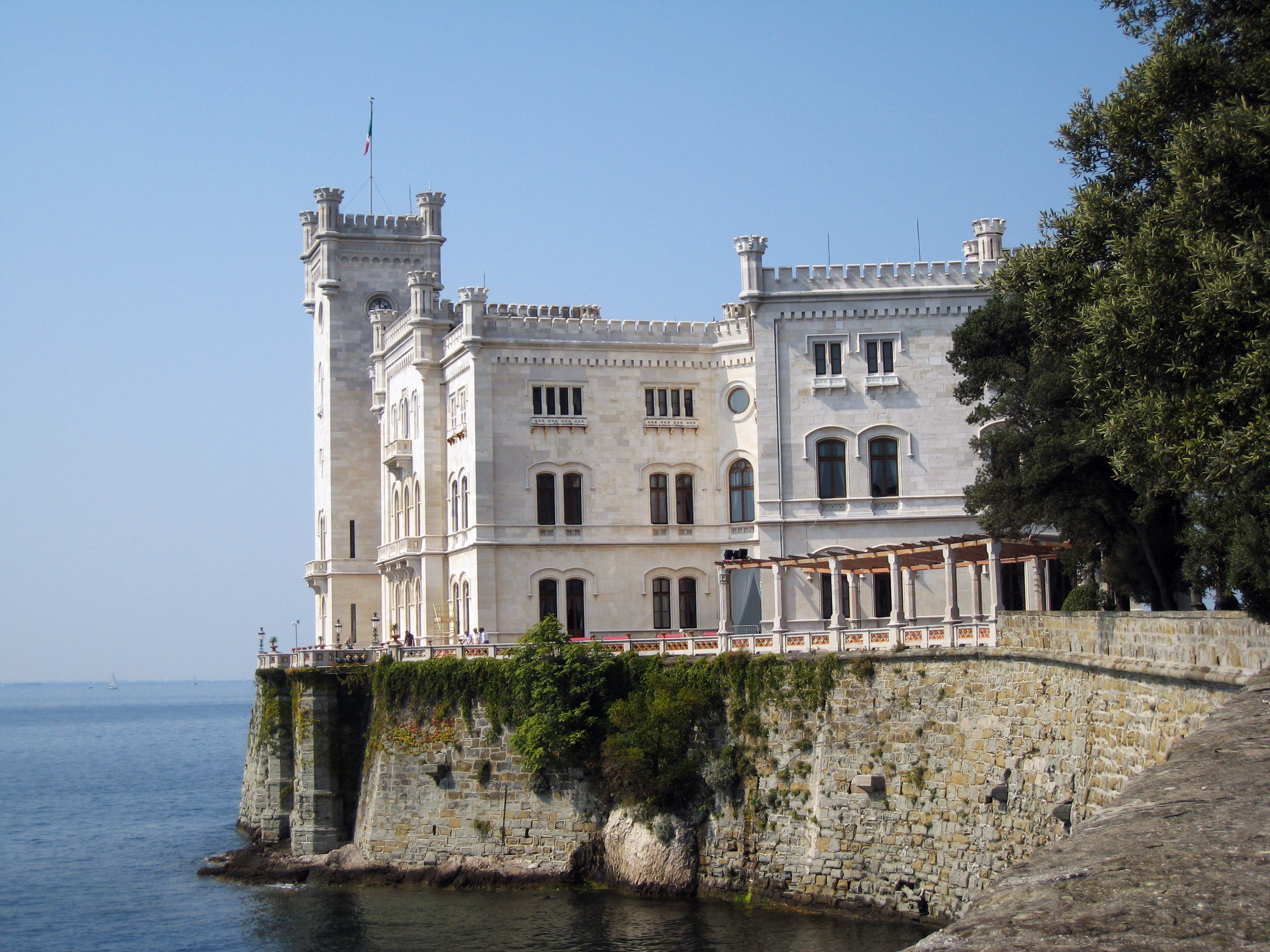
Zámek Miramare